# غاري لي كونر
غاري لي كونر (بالإنجليزية: Gary Lee Conner)‏ هو موسيقي أمريكي، ولد في 22 أغسطس 1962.